# 倉持春希
倉持 春希（くらもち はるき、2011年2月28日 - ）は、日本の女優（元子役）、タレント。研音所属。かつてはウォーターブルーに所属していた。

## 略歴・人物
2019年（平成31年）4月1日からNHK Eテレ『いないいないばあっ!』の7代目のおねえさんとして出演。2023年（令和5年）3月31日の放送分をもって通常放送を卒業し、同年4月からステージショー『ワンワンわんだーらんど』に出演する。就任当初の特技はことわざ暗唱とピアノ、現在は歌とダンスであり、趣味は手話と琴、憧れの人物は女優の福原遥である。
2024年現在、小学生の弟と1歳の妹がいる。
2023年（令和5年）7月23日、地元千葉県船橋市の船橋警察署から一日署長に任命され、ビビット南船橋で開催されたイベントに参加した。また同年12月13日にも船橋警察署から一日署長の任命を受けており、船橋駅北口デッキで開催されたイベントにも参加した。
2023年（令和5年）10月、ウォーターブルーから研音に事務所を移籍した。

## 出演

### テレビ番組
- 爆報! THE フライデー あの人は今…大追跡SP（2018年、TBS）[3]
- 中居正広の金曜日のスマイルたちへ 華麗なる石原一族､良純はなぜバラエティーに?｣（2018年、TBS）石原良純の友人 役（幼少期）[3]
- 爆報! THE フライデー 小野節子篇（2018年、TBS）小野節子 役（幼少期）[3]
- いないいないばあっ!（2019年4月1日 - 2023年3月31日、NHK Eテレ）7代目おねえさん「はるちゃん」[3]
- ワンワン25（2021年12月31日、NHK Eテレ）「はるちゃん」
- ウェルカム!よきまるハウス（2022年8月8日、2024年6月25日[1]、NHK Eテレ）「はるちゃん」
- ワンワンわんだーらんど（2023年4月25日 - 、NHK Eテレ）おねえさん「はるちゃん」

### CM
- マクドナルド ほんのハッピーセット｢魚の街のこどもたち｣篇（2018年）[3]
- サントリー ロコモア（2018年）[3]

### 広報
- 千葉県警船橋警察署・一日署長（2023年7月23日、12月13日）[7][6]